# Fort de Fontain
Le fort de Fontain est une fortification de la fin du XIXe siècle appartenant au camp retranché de Besançon (département du Doubs).

## Présentation

### Le fort
Ce fort Séré de Rivières à cavalier a été construit entre 1874 et 1878 sur la crête de Fontain à l'emplacement d'une redoute de la guerre de 1870.
À 507 mètres d'altitude, il fait face au plateau de Saône, la gorge dominant le vallon des Mercureaux. Il fait partie de la première phase de construction du camp retranché de Besançon, post guerre de 1870, ses voisins immédiats étant le fort (et la redoute) de Montfaucon à l'est et la batterie d'Arguel à l'ouest avec lesquels il peut croiser ses feux. Au nord, les forts de l'est et l'ouest des Buis, datant de 1870, assurent un second rideau.Le fort était destiné à prolonger vers le sud de la place le barrage assuré par le môle défensif de Montfaucon vis-à-vis des invasions venant du plateau jurassien. C'est un fort de ceinture. De type polygonal, il est dit de première génération car antérieur à 1885, année d'apparition de l'obus-torpille ; sa protection supérieure était donc assurée par une importante épaisseur de terre qui le rendait « à l'épreuve » des obus à poudre noire employés jusque-là. 
De forme rectangulaire avec une escarpe à trois pans côté plateau, et un mur de soutènement de terrasse à l'arrière, ses fronts latéraux et de tête étaient protégés par des fossés partiellement comblés aujourd'hui. Les fossés latéraux se terminaient sur des murs de défense (détruits) situés dans le prolongement de la façade du casernement. Il n'y a pas de fossé à l'arrière vu l'importance de la pente, mais une terrasse fermée de part et d'autre par une porte. Ces deux portes, dont une avec pont-levis, constituaient les entrées du fort, aboutissement des chemins stratégiques qui assuraient la communication avec l'intérieur de la place et les positions extérieures : deux batteries annexes, un hangar d'artillerie (disparu), un magasin à poudre et un abri sous roc. Le chemin stratégique passant par la place d'armes en terrasse côté gorge desservait l'ensemble.
La construction est maçonnée (le béton a seulement été utilisé au niveau des embrasures de tir), et se distingue par un casernement dont la façade disposait d'un parement en pierres de taille aujourd'hui partiellement retiré. Cet imposant bâtiment est construit sur deux niveaux, chacun d'eux étant constitué de sept travées desservies intérieurement par une large gaine transversale. Le niveau bas était réservé à la logistique : stockage de vivres et matériel, fours à pain, sanitaires, et le niveau haut aux chambrées. 230 à 240 hommes dont une dizaine d'officiers pouvaient y loger. Une batterie haute composée de quatre plateformes encadrées par trois traverses abris dont une plus importante au centre, était installée sur le cavalier. Les pièces d'artillerie et munitions pouvaient étaient hissées depuis le niveau bas grâce à un monte-charge. 
Afin de défendre les fossés protégeant le front et les flancs, le fort disposait d'un double coffre de contrescarpe (non visible de l'extérieur depuis le remblaiement du dit fossé) qui flanquait les tronçons sud et ouest et d'une caponnière en tunnel protégeant le fossé est. Des postes de combat installés sur les deux murs, aujourd'hui disparus, pouvaient assurer un complément de défense des fossés latéraux.
À la batterie haute s'ajoutaient quatre canons de 120 mm sous casemates tirant indirectement à 4 km (les hauts de leurs embrasures s'ouvrant dans le mur d'escarpe sont partiellement visibles malgré le remblaiement  de 7 m du fossé de tête), ainsi que deux batteries annexes. La puissance de feu totale reposait sur 24 à 40 canons et mortiers suivant les différents plans militaires.

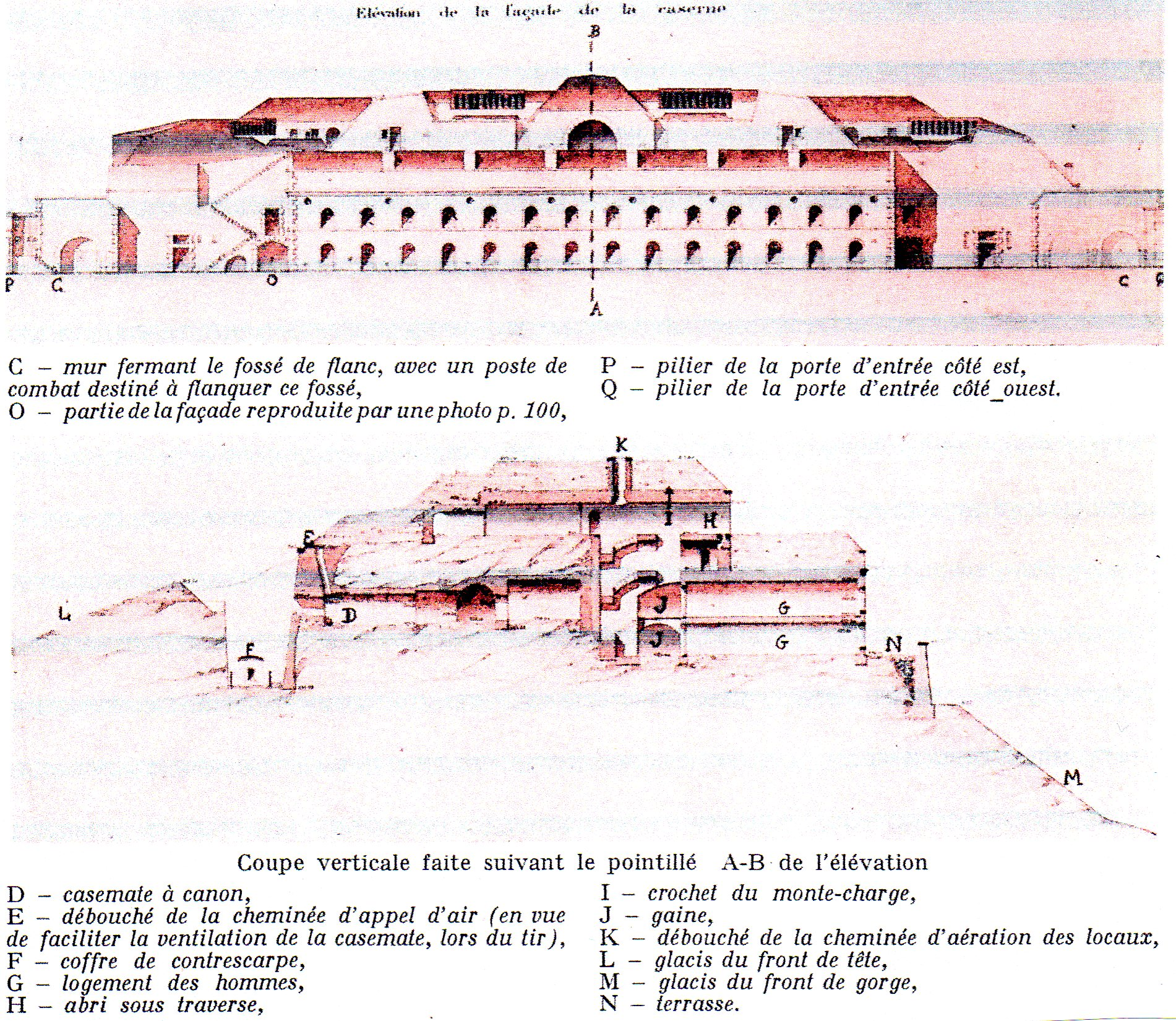
Plan du fort

La construction du fort a coûté 649 000 francs de l'époque dont 14 600 francs pour le terrain.

### Batteries annexes est et ouest
Situées sur la crête de part et d'autre et à proximité du fort, elles disposent chacune de deux traverses-abris maçonnées et recouvertes d'une masse de terre. L'artillerie était positionnée sur des plates-formes
terrassées de part et d'autre des traverses. Sur les plates-formes de la batterie est ont été aménagés entre les deux guerres quatre cuves de défense contre aéronefs.

### Magasin à poudre

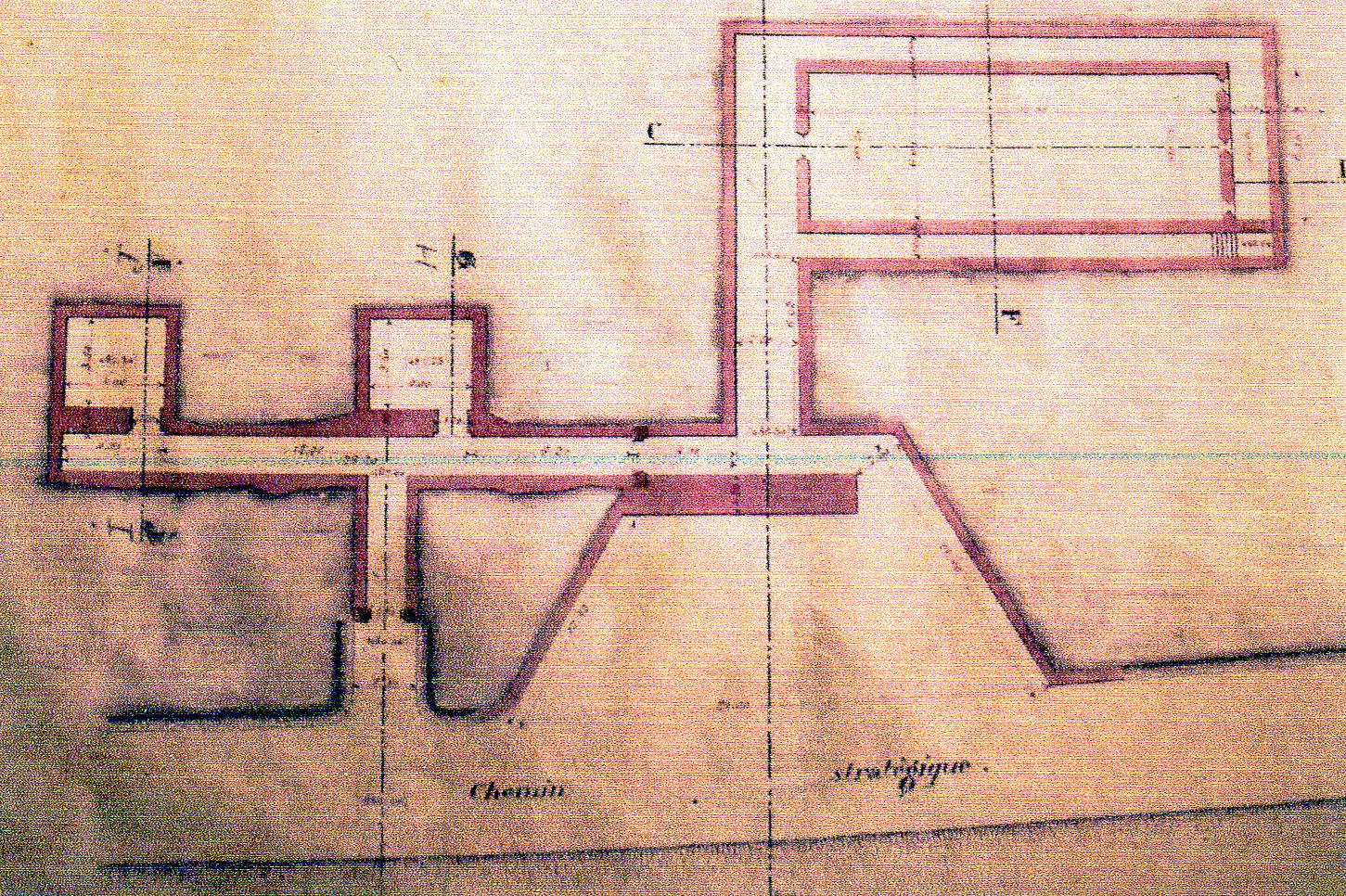
Magasin à poudre

C'est la crise de l'obus-torpille qui entraîna le creusement sous roc de magasins extérieurs aux forts afin de limiter les conséquences d'explosions possibles des magasins internes (ceux du fort étaient initialement prévus pour stocker 37 tonnes de poudre). Situé le long du chemin stratégique qui descend du fort vers le vallon, le magasin a été creusé en 1886 pour contenir 106 t de poudre et complété par un atelier de chargement en 1888-89. De la cour de chargement -déchargement aménagée en bord de chemin partent deux couloirs :
- le couloir frontal qui aboutit à la pièce de stockage des caisses de poudre. Il s'agit ici, fait rare pour l'époque, d'un bâtiment avec toiture traditionnelle  recouverte de tuiles. La voûte à arc segmentaire est réalisée en opus incertum. Des espaces latéraux nécessaires à la ventilation permettant de rejoindre une galerie arrière qui dispose de trois ouvertures pour l'éclairage du local de stockage (créneaux pour lampes à huile). Un vaste puits de lumière servant également à l'aérage fait communiquer la galerie arrière avec l'extérieur.
- le couloir latéral, également accessible par une porte à gauche de la cour, dessert un local aux artifices et un atelier de chargement.

### Abri
Également creusé sous roc entre 1891 et 1892 le long du même chemin que le magasin et un peu plus bas, il comporte quatre chambrées maçonnées de 16 m sur 6 m, pouvant accueillir 50 hommes chacune, avec des ouvertures en front de falaise, mais desservies par une galerie arrière accessible par un couloir qui débute à droite des chambrées. Juste à côté de cette porte, un escalier de 105 marches permet de rejoindre la crête à proximité de la batterie annexe est. 

## Événements
Le 13 septembre 1876, le fort en cours d'achèvement reçut la visite du président de la République, le maréchal Mac-Mahon accompagné notamment du duc d'Aumale, commandant de la place, et de son frère le duc de Nemours. Mac-Mahon passa les troupes en revue avant une visite du fort. C'est la raison pour laquelle, le restaurant aménagé dans les années 1970, à l'intérieur d'une des chambrées s'appelait « le Mac-Mahon », et qu'une fresque représentant le maréchal à cheval a été dessinée sur un mur du couloir.
Le nom du général Jacob François Marulaz dit Marulaz (défenseur de Besançon lors du blocus de 1815) a été attribué au fort en 1887 (ainsi qu'à la plupart de ceux existant à cette époque). Sur le camp retranché, ces noms « Boulanger » n'ont pas été inscrits au fronton des ouvrages et sont peu usités contrairement à ceux des casernes (cf. Condé, Lyautey, Ruty, Duras, Hugo, Brun). 
Le 5 septembre 1944 dans l'après-midi, un bataillon du 15e régiment d'infanterie américain (appartenant à la 3e division) repoussa les chars allemands occupant Fontain. S'ensuivirent des tirs allemands depuis La Vèze et Tarcenay auxquels les Américains ripostèrent. Dans la nuit suivante, les 150 allemands qui occupaient le fort s'étaient éclipsés.
Les seuls obus tirés sur le fort l'ont été lors d'exercices de l'artillerie allemande entre 1940 et 1944. Il faut toutefois attribuer la dégradation accélérée de l'ouvrage ces dernières décennies aux modifications de terrain sur la partie haute et aux prélèvements de parements opérés par le premier propriétaire privé. Il faut souligner que le propriétaire actuel, conscient de la valeur patrimoniale de l'ouvrage, a réalisé au cours des années 2010 un important travail de défrichage des fossés.

## Propriété et accès
L'armée occupa le fort jusqu'à la Première Guerre mondiale puis épisodiquement entre les deux guerres. La commune de Fontain qui devient propriétaire de l'emprise vendit en 1965 le fort lui-même à un particulier qui construisit deux bâtiments sur le cavalier et ouvrit un restaurant et une discothèque. Deux autres propriétaires se sont ensuite succédé. Le fort ainsi que la batterie ouest sont sur la propriété privée. Un meublé de tourisme occupe le haut de l'ouvrage. Le reste du site est communal.
Ne pas pénétrer sur la partie privée sans l'autorisation du propriétaire. L'accès aux locaux souterrains du domaine communal (abri et magasin) est également interdit pour raisons de sécurité, en particulier les abris sous roc où un éboulement peut survenir à tout moment.

## Le fort aujourd'hui
Ce fort, comme tous ceux de la ceinture de Besançon, n'a pas eu de rôle défensif à jouer entre sa construction et son abandon par l'armée. Il reste néanmoins un témoin de l'histoire militaire de la fin du XIXe siècle, et à ce titre fait partie du patrimoine architectural. Outre son actuel propriétaire, une association locale s'investit pour sa mise en valeur, AVALFORT (Association pour la valorisation des fortifications de Grand Besançon Métropole), apporte son soutien à l'entretien des parties privées et communales de l'ex-emprise et son aide à l'organisation de visites guidées.